# Düdenbüttel
Düdenbüttel település Németországban, azon belül Alsó-Szászország tartományban. Lakosainak száma 1024 fő (2023. december 31.). Düdenbüttel Fredenbeck, Heinbockel, Himmelpforten, Hammah és Stade községekkel határos.

## Népesség
A település népességének változása:
| Lakosok száma | 971  | 981  | 1000 | 1033 | 1026 | 1024 | 1024 |
|               | 2014 | 2016 | 2017 | 2019 | 2021 | 2022 | 2023 |